# Pseudovadonia livida
Pseudovadonia livida là một loài bọ cánh cứng trong họ Cerambycidae.

## Hình ảnh

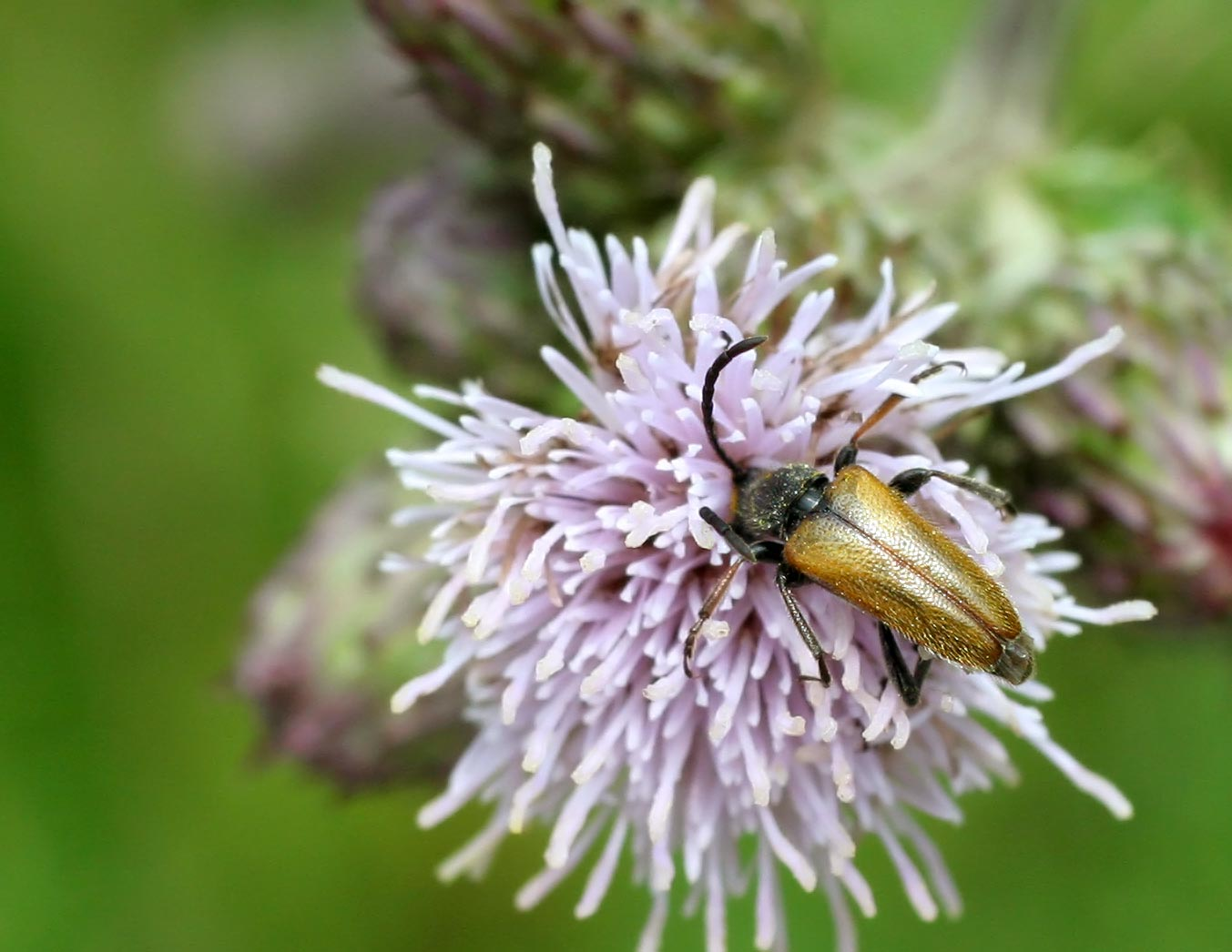
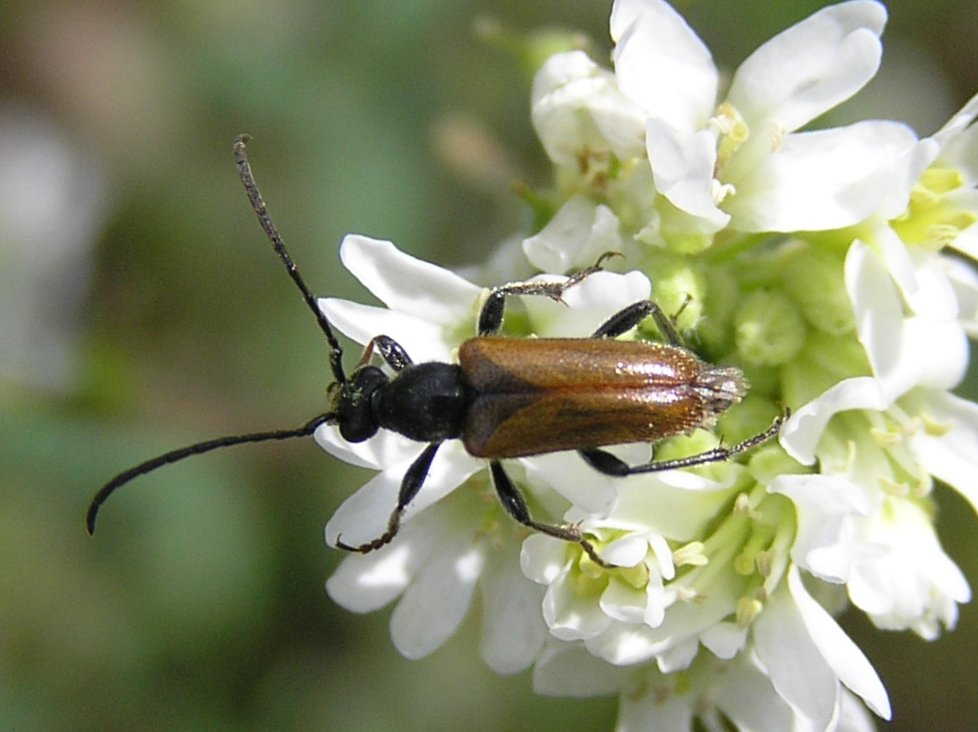
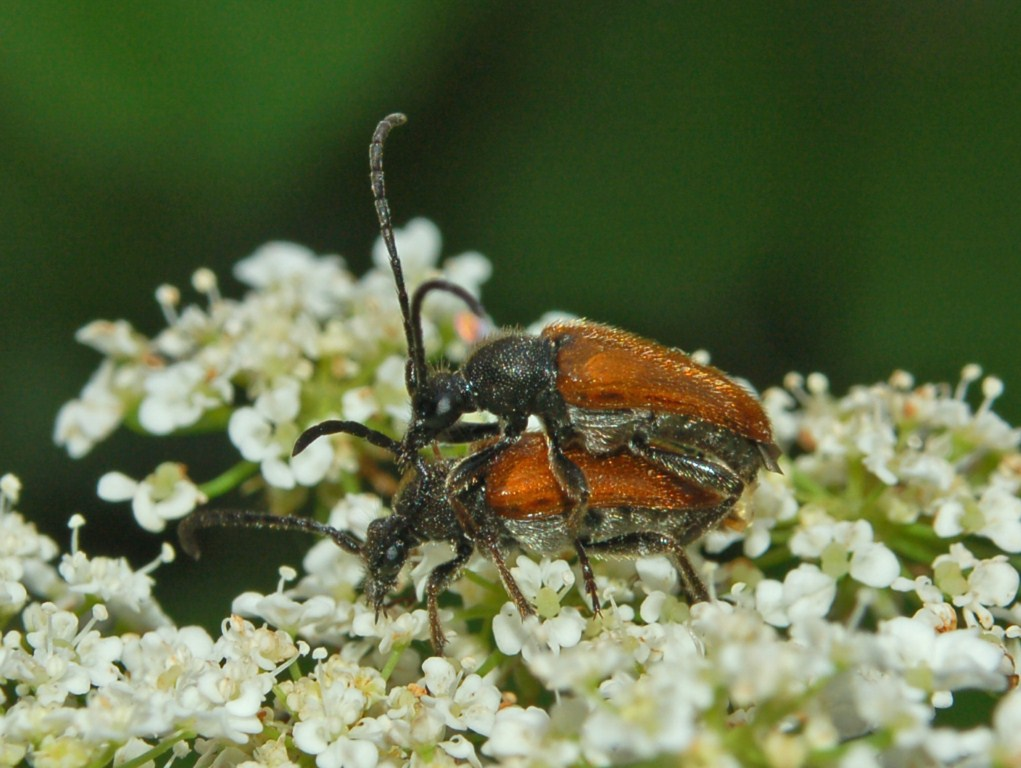
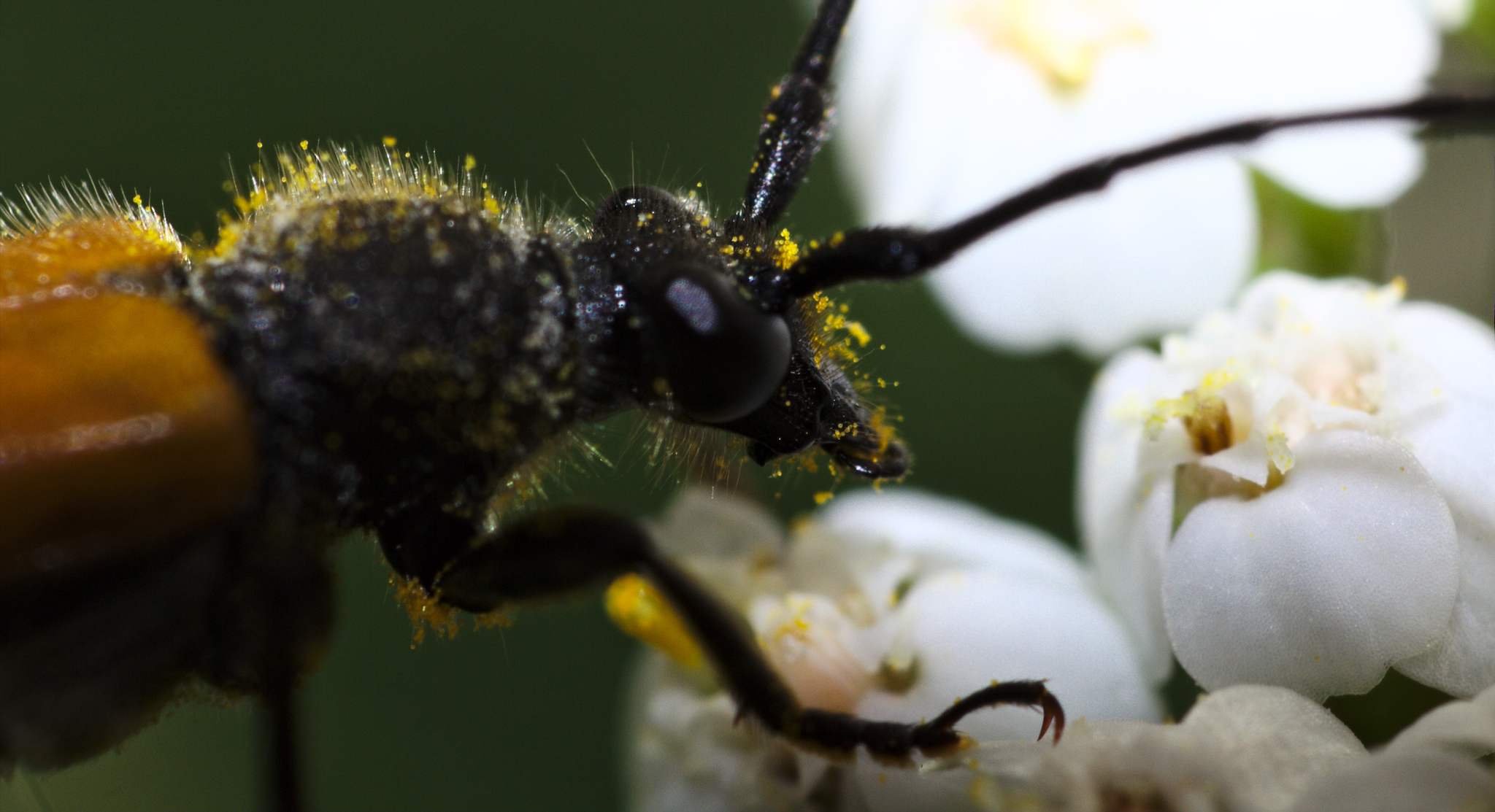